# 瓦勒德布里德
瓦勒德布里德（法語：Val-de-Bride，法語發音：[val də bʁid]）是法国摩泽尔省的一个市镇，属于萨尔堡-萨兰堡区。

## 地理
瓦勒德布里德（48°49'31"N, 6°41'52"E）面积11.12 平方千米，位于法国大東部大區摩泽尔省，该省份为法国东北部内陆省份，是洛林的一部分，西南接默尔特-摩泽尔省，东临下莱茵省，北与卢森堡和德国接壤。
与瓦勒德布里德接壤的市镇（或旧市镇、城区）包括：布朗什埃格利斯、迪约兹、盖贝斯特罗夫、米尔塞、圣梅达尔、维斯。

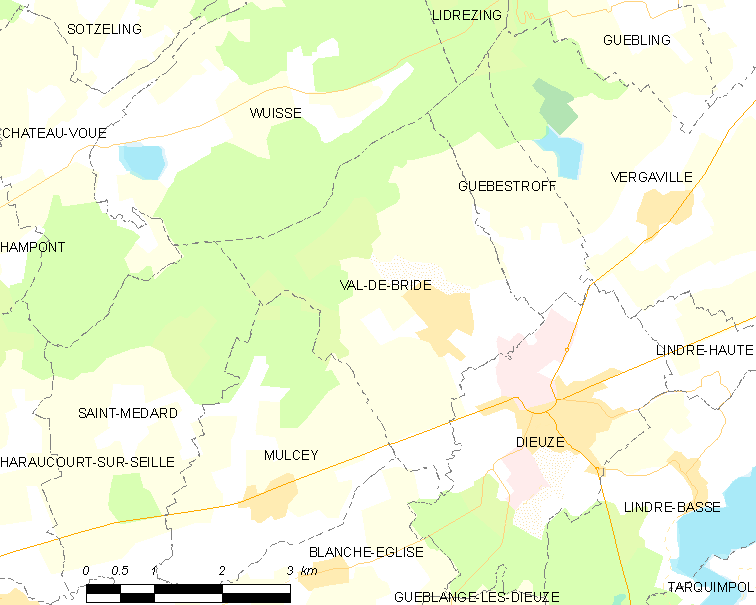
瓦勒德布里德的OSM定位图

瓦勒德布里德的时区为UTC+01:00、UTC+02:00（夏令时）。

## 行政
瓦勒德布里德的邮政编码为57260，INSEE市镇编码为57270。

## 政治
瓦勒德布里德所属的省级选区为索努瓦县。

## 人口

1962-2008年间瓦勒德布里德人口变化图示

瓦勒德布里德于2022年1月1日时的人口数量为518人。